# Inibitori dell'anidrasi carbonica
Gli Inibitori dell'anidrasi carbonica sono una classe di farmaci diuretici che, agendo a livello del tubulo prossimale del nefrone, bloccano l'enzima anidrasi carbonica.

## Meccanismo
Nel tubulo prossimale dei nefroni renali avviene il recupero di sostanze tampone, come il bicarbonato. Questo, non avendo un trasportatore specifico per lasciare il lume e entrare nella cellula endoteliale, viene trasformato in CO2 dall'enzima, presente in superficie, anidrasi carbonica. Dopo essere entrata nella cellula la CO2 si ricombina con l'acqua, riformando una molecola di bicarbonato, che perde poi un idrogenione: il bicarbonato viene recuperato dall'interstizio grazie ad un cotrasporto col sodio, l'idrogenione invece viene espulso nel lume, contribuendo così ad acidificare le urine.
Gli inibitori dell'anidrasi carbonica, inibendo l'enzima, bloccano il recupero di bicarbonato, che rimane nelle urine. Queste risulteranno quindi alcalinizzate. Non avendo poi l'eliminazione di idrogenioni avremo acidosi ematica. Si ottiene così un modesto effetto diuretico, con effetti emodinamici su vari organi, ma in particolare sul rene con una riduzione del flusso renale e della pressione di filtrazione glomerulare.

## Uso
L'uso principale è nella cura del glaucoma e in alcune particolari situazioni di epilessia.

## Tossicità
La tossicità riguarda  in particolare i pazienti di oculistica con glaucoma.
Si possono presentare casi di : 
- calcoli da precipitazione di calcio e fosfato;
- aumento dell'ammoniemia;
- peggioramento dell'acidosi metabolica e respiratoria; l'acidosi può avere effetti negativi sul SNC, con riduzione della formazione di liquor e comparsa di parestesie.

## Farmaci
- Acetazolamide
- Dorzolamide
- Diclofenamide
- Metazolamide